# ワンダーボーイ モンスターランド
『ワンダーボーイ モンスターランド』 (WONDER BOY: MONSTER LAND) は、セガ・エンタープライゼス（現:セガ）のアクションロールプレイングゲーム。『ワンダーボーイ』（1986年）の続編にあたる。開発はウエストン。日本では、1987年8月よりアーケードゲームとして稼働を開始した。アーケード版の基板は「セガ・システム2」を使用している。
セガの1980年代のゲームとしては、家庭用ゲーム機へ移植される機会が比較的多い部類。それらの詳細な事例については#移植版の節を参照。
PCエンジン用ソフト『ビックリマンワールド』やファミリーコンピュータ用ソフト『西遊記ワールド』の基となった作品としても知られるが、それの詳細については本項の#関連項目や、当該項目先を参照。

## 概要
前作はスタンダードな横スクロールアクションゲームであったが、本作はサイドビューで横スクロールを基本とする「アクションロールプレイングゲーム」である。
プレイヤーは主人公の「ブック少年」を操作し、悪の化身であるドラゴンを倒すことを目指す。
敵キャラ（モンスター）を倒すことでゴールドを得て、盾や鎧などの装備や魔法や回復アイテムを購入したりして徐々に操作キャラを強くしたり、ゴールドやアイテムを収得時、その都度ウインドウ画面が表示されて文字情報（テキスト）が表示される。また一部のキャラにはセリフがあり、これもウィンドウが開きテキスト文章という形で表現されるなど、当時家庭用ゲーム機において人気ジャンルであったロールプレイングゲームの要素が多く取り入れられている。
本作の開発はウエストンが行っており、プロデューサーは前作を手掛けた西澤龍一が担当。プログラムは西澤およびテーカンのアーケードゲーム『TEHKAN World Cup』（1985年）を手掛けた石塚路志人が、音楽はジャレコのアーケードゲーム『アーガス』（1986年）を手掛けた坂本慎一がそれぞれ担当している。
アーケード版はゲーム誌『ゲーメスト』の企画「第1回ゲーメスト大賞」にてベストエンディング賞8位を獲得した。

## ゲーム内容

### システム
ライフ（HP）やゴールド（所持金）、アイテム、会話など、ロールプレイングゲームの要素が多く盛り込まれている。経験値やレベルによる成長要素はなく、プレイヤーはお店などで手に入る装備によって能力が強化され、最大ライフは一定得点ごと増える。また、ゲームオーバー直後のコンティニュー以外の中断・継続要素はなく、必ず最初からゲームをスタートし、ゲームオーバーかエンディングまで通しでプレイすることになる。マップは全11面で構成されており、最終ラウンドをクリアするとエンディングが流れてゲーム終了となる。
8方向レバー、2ボタン（攻撃、ジャンプ）によって操作する。レバーを下に入れることで爆弾や竜巻などの魔法攻撃を行うことができる。攻撃をしていない状態では盾によって敵の攻撃から防御できる。
ゲームスタート時、主人公は腰に布を巻いただけで裸の状態であり、スタート地点直後にある家の扉を叩くと、ゲーム上の目的を聞かされたうえで剣を入手する。敵を倒した際や特定の場所を通過やジャンプした際に出現するゴールドを溜め込むことで、様々なアイテムを購入できる。アイテムはアーマー、シールド、ブーツなどがあり、ダメージの軽減や移動速度やジャンプ力の上昇などの効果がある。なお、ゴールドを大量に入手できる裏技があり、これによって難易度が大きく変化する結果となった。
各ラウンドの最後にいるボスキャラを倒し、落としたカギを持ってゴールに到達すればラウンドクリア（カギが出現せず、ボスキャラを倒すことでクリアとなるラウンドもある）。クリア時にはライフの残数に応じてスコアが加算され（ライフが満タンだとさらに1万点のボーナス）、ハート1個分のライフが回復する。
ライフは初期状態でハート3～5個分（店舗設定による、標準設定は4）を持っており、最大ライフはハート10個。ライフは以下の場合に回復する。
- スコアが3万点、10万点、20万点、30万点、40万点に達したとき、最大ライフのハートが1個増えて、ハート1個分回復する。
- スコアが50万点、60万点、70万点に達したとき、ハート2個分回復する。
- ボスを倒したとき、ラウンドをクリアしたとき、アイテムのハートを拾ったときのいずれかで、ハート1個分回復する。
- 酒場でドリンクを飲んだとき、ドリンクの価格に応じてハート半個～1個分回復する。
- アイテムのビッグハートを拾ったときや、病院でゴールドを払って治療を受けたとき、全回復する。
- 復活の薬を持った状態でライフがなくなったとき、復活の薬を消費してハートが5個回復する。

制限時間は砂時計で表示されており、砂時計が尽きるとライフがひとつ減る。
敵の攻撃を受けるなどでライフがなくなるとゲームオーバー。1クレジット追加でコンティニュー可能だが、最後にマップが切り替わった地点から、復活の薬を持たないでの再スタートとなり、所持金と剣以外の装備も、その地点に入った時点の状態に戻される。さらにスコアも0点に戻るため、この後のプレイで最大ライフを増やすことが難しくなる。最終面の11面はコンティニュー不可。

### 扉
マップ上には扉が配置されている箇所があり、扉の前に立ってレバーを上方向に入れると入室できる。
なかには見えない隠し扉もあり、前を通過すると「人の気配がする」「おや?」というヒントが表示されるものと、酒場でヒントを得ないと所在がわからないもの、完全にノーヒントのものがある。
お店
ゴールドを消費して買い物などができる。病院と一部のお店は1回、その他のお店は2回利用するか時間切れで追い出される、もしくは何も利用せず前述の回数+1回お店から出ると、入り口に板が打ち付けられ、そのお店は利用できなくなる。多くのお店は扉に何のお店かを示す看板を掲げているが、中には看板がないか、隠し扉の中にあるお店もある。
- アーマーの看板 - アーマーを販売。現在の装備から1ランクと2ランク上位の商品を販売する（シールド・ブーツも同じ）。装備中より上位の商品がない場合はヘルメットを20～30Gで販売する。
  - 7面ではアーマーと復活の薬を併売しているお店がある。復活の薬を所持している場合はファイアボールを販売する。

- シールドの看板 - シールドを販売。装備中より上位の商品がない場合はガントレットを20～30Gで販売する。
- ブーツの看板 - ブーツを販売。装備中より上位の商品がない場合はウイングブーツを20～30Gで販売する。
- カクテルグラスの看板 - 酒場。価格が高いカクテルはハート1個分、価格が安いビールはハート半個分ライフを回復し、お酒の種類に応じた情報を聞ける。料金と情報の内容は場所により異なる。
  - カクテルは、攻略に必要な情報および、隠し要素の存在や場所を教えてくれることが多い。
  - ビールは、この先にあるものを教えてくれるなど、知らなくても攻略に影響しない話をしてくれる。
  - 同じお店で同じお酒を連続で注文しても、味や冷たさを聞かれるだけで追加の情報は得られない。

- 「?」の看板 - 魔法屋。消費型の武器・防具を販売する。
  - 10面の隠し扉では魔法と復活の薬を併売しているお店がある。復活の薬を所持している場合はファイアボールを販売する。

- 赤十字の看板 - 病院。ゴールドを支払うことで、現在のライフがボーナス点として精算されたうえで、ライフを全回復する（アイテムのビッグハート取得時と同じ）。料金は1プレイ中で利用をするたびに20G, 40G, 70G, 100Gと値上がりしていく。

イベント部屋
特定の扉に入ると、中にいるキャラクターが話をしてくれて、アイテムを入手したり、先への道が開けたりする。
ボス部屋
入室するとボスとの対決となり、ボスを倒すまで部屋から出られない。普通の扉の部屋にいるボスは、倒すとゴールドとともに鍵もしくは剣を落とし、それを取得すると部屋から出られる。一部のラウンドでは、ドクロの飾りがある赤い扉になっている。これはそのラウンドのゴールを兼ねており、この中にいるボスは鍵やアイテムを持っておらず、ボスを倒すとラウンドクリアとなる。
城門
そのラウンドのゴールとなる格子状の扉。カギを持っている状態で接触（レバーを入れる必要はない）すると、門が開いて中に入り、次のラウンドへ進む。

### 装備
最上位である「伝説」系のソード・ブーツ・シールド・アーマーを装備していない場合、道中の敵（ソードのみ9面以降）を倒したとき、まれに装備中よりも1ランク上位の装備を落として入手できることがある。
ソード
主要武器。装備の中で唯一、お店での取り扱いがない。
初期装備のグラディウス以外は、特定のボス（#ボスキャラクターを参照）を倒すと装備中の武器より1ランク上位のものを落として入手できる。8面までに武器を持ったボスをすべて倒すと伝説の剣を入手できる。
- グラディウス (GRADIUS[注 2]) - 初期装備。厳密には、最初の建物に入ると入手でき、取らないと先に進むための足場が出現しない。
- ブロードソード (BROAD SWORD) - グラディウスの2倍の威力と、1.5倍程度のリーチ（攻撃範囲の長さ）がある。
- グレートソード (GREAT SWORD) - グラディウスの3倍の威力と、2倍程度のリーチがある。
- エクスカリバー (EXCALIBUR) - グラディウスの4倍の威力と、3倍程度のリーチがある。
- 伝説の剣 (SWORD OF LEGEND) - グラディウスの8倍の威力がある。リーチはエクスカリバーよりわずかに短い。

ブーツ
お店で買える防具。移動速度、ジャンプ力が増す。
- 布のブーツ - 50G。ただし滑りやすく、操作性が著しく悪化する。
- 皮のブーツ - 80G。
- セラミックブーツ - 180G。
- 伝説のブーツ - 380G。他のブーツでは滑る氷の床上で、ある程度の制動が効くようになる。この靴がないと行くことができない場所が存在する。

シールド
お店で買える防具。正面からの飛び道具を弾く。高いものほど飛び道具を受けた際の被ダメージが軽減される（ハート1/4個分まで）。
- ライトシールド - 40G。
- ナイトシールド - 120G。
- ハードシールド - 250G。
- 伝説の盾 - 350G。

アーマー
お店で買える防具。敵の体当たりによるダメージを軽減する（ハート1/4個分まで）。
- ライトアーマー - 60G。着ていないときと比べてダメージを半減する。
- ナイトアーマー - 150G。ダメージを3分の1にする。
- ヘビーアーマー - 100G。ダメージを16分の3にするが、非常に重いため操作性が著しく悪化する。
- ハードアーマー - 360G。ダメージを4分の1にする。
- 伝説の鎧 - 540G。ダメージを8分の1にする。

消費型の防具
複数種類を同時に装備可能だが、同じ種類を持てるのは1個まで。2面以降、倒した敵が落とすこともある。
- ヘルメット - 防御力2倍。数回攻撃を受けると壊れる。
- ウイングブーツ - ジャンプボタンを押しっぱなしにするとゆっくり降下。数回ジャンプすると消える。
- ガントレット - 攻撃力2倍。数回攻撃を当てると壊れる。
- 不思議なマント - 一定時間敵からダメージを受けなくなり、物理的に敵キャラクターを通過することができる。

### 道具
魔法
魔法屋で買える消費型の武器。爆弾以外は所持している剣と同じ攻撃力になる。複数取得するとストックされて、最後に取得したものから順番に消費されていく。
- 爆弾 (BOMB) - 8個で10G。爆弾で前方を攻撃。攻撃力は最弱の剣である「グラディウス」と同じ。
- ファイアボール (FIRE BALL) - 5個で20G。近くの敵に向かって飛んでいく。水中では使用できない。
- 竜巻の魔法 (TATSUMAKI) - 5個で30G。竜巻で攻撃。敵に当たるか壁に当たると逆方向に移動するので、うまく使えば数回ヒットする。
- 稲妻の魔法 (THUNDER) - 3個で50G。稲妻で画面がフラッシュし、画面内にいる全ての敵にダメージを与える。

アイテム
- 復活の薬 - 100G。グラディウスと共にもらえる初期道具。ライフが尽きると自動的に使用され、ハート5個分のライフを回復。1個しか持てないが、持っていない場合は7面と10面のお店で購入でき、まれに敵が落とすこともある。
- ハート - ライフをハートひとつ分回復する。倒した敵が落とすものとマップに隠されたものがあり、前者は砂時計も回復する。
- ビッグハート - 現在の残りライフがラウンドクリア時と同様にボーナス点として精算されたうえで、ライフを全回復する。砂時計も回復。
- 砂時計 - 特定の場所に必ず出現するほか、ひとつの面でハートを出しすぎるとハートのかわりに出現。砂時計のみ回復。
- カギ - その面の城門（ゴール）を開けるのに必要。その面のボスを倒すと落として入手できる。

イベントアイテム
- 手紙 - 2面の隠し部屋で老人がキャサリンに託した文章。
- 笛 - 4面の隠し部屋でキャサリンに手紙を渡すとくれる楽器で、7面の南の島ポロロにある宮殿に導くことができる。
- ペンダント - 7面の宮殿の隠し部屋で老人がナマズ大王に渡すよう託す。
- 紋章 - 10面の隠し部屋でナマズ大王がペンダントと引き換えにくれる勇者の証。
- ベル - 10面の特定の部屋で紋章と引き換えに入手。ドラゴン城で、正しい方向がどっちか教えてくれる（正しいとベルが鳴る）。
- ルビー - 10面の特定の部屋で紋章と引き換えにに入手。ドラゴンに大ダメージを与える。

## ボスキャラクター
「※」印で示したボスがいる部屋は入らなくても先に進めるが、倒すと装備中より1ランク上位の武器を落として入手できる。後半のラウンドでは、過去ラウンドのボスがザコ敵として登場する箇所がある。
- ラウンド1「死神」
- ラウンド2-A「バンパイア」※
- ラウンド2-B「おばけキノコ」
- ラウンド3「レッドナイト」
- ラウンド4「クラーケン」
- ラウンド5「ジャイアントコング」※
- ラウンド6「スフィンクス」
  - ボス戦の前にスフィンクス自身の最近の趣味や昨日の晩飯についてのクイズが出題され、正解すると戦わずに先へ進める。答えはランダムだが、直前にある酒場でカクテルを飲むとヒントがもらえる。
- ラウンド7-A「貧乏神」※
- ラウンド7-B「ブルーナイト」
  - 一度倒したあと、笛を吹いて宮殿に入って出てくると、ボス部屋の扉が復活しており、もう一度対決して倒すことができる。2回目の場合、鍵の代わりにアイテムを落とす。
- ラウンド8-A「デーモン」※
- ラウンド8-B「ホブゴブリン」
- ラウンド9「スノーコング」
- ラウンド10「シルバーナイト」
- ラウンド11「ドラゴン」

## その他

### ゴールド増殖技
マップに点在するゴールドの出現ポイントで、左右に激しくレバーを振る（通称レバガチャ）とレバー入力のタイミングにより、獲得するゴールドが65 - 68Gになる仕様があった。
敵に触れて吹っ飛ばされた時にゴールド出現位置に触れば確実に成功、魔法2個使用時でレバガチャでほぼ確実に成功、特定の剣を振るモーションで成功するなど様々な方法が存在した。
このゴールド増殖技は公式では裏技扱いであったが、全クリア時には1Gが1000点に換算され、さらにハイスコアの集計対象が全クリア時の残りゴールドで集計扱いだったところでは公然の必須技となっていた。
後の復刻版では、パッド操作でもゴールド増殖が簡単にできるように、ゴールド増殖専用にレバガチャ操作を簡単に行うボタンまで設けられた。
後年SNS上で本作のサウンドを担当した坂本慎一のコメントによると、このゴールド増殖技は開発側が意図していなかったバグ技であり、ゲームの仕様で盛り込んだものではなかったとしている。

### コピー基板
本作は海賊版であるコピー基板が存在しているが、プロテクトの解除が不完全であり、正規版とは以下の点で異なっている。
- 1面に登場するザコ敵の黄色い蛇が、ボスとの対決後、異常な赤い色で表示される（ほかの面でも一部の敵が同様の状況において異常な色で表示される）。
- 7面でアイテムの笛を吹くとき、笛の音が鳴らず、かわりに異なる効果音が鳴る。
- 11面でマップの区切りを通過するたびに、砂時計の残り時間が全快する。
- 全体的にBGMの音程が低い。

この特徴を持つ基板は、最初の特徴から、特に中古基板販売においては便宜上「赤蛇版」や「赤蛇バージョン」と呼ばれている。
この「赤蛇版」を英語表示に改造したコピー基板もあり、英訳が異なる2種類が存在する。

## 移植版
移植の際、登場キャラクターや世界観を全く別のものに変えた作品に関しては関連項目の節を参照。
| No. | タイトル                                                                    | 発売日                                     | 対応機種                                               | 開発元        | 発売元                | メディア                                        | 型式                   | 備考                                                                               |  |
| --- | --------------------------------------------------------------------------- | ------------------------------------------ | ------------------------------------------------------ | ------------- | --------------------- | ----------------------------------------------- | ---------------------- | ---------------------------------------------------------------------------------- |  |
| 1   | スーパーワンダーボーイ モンスターワールド Wonder Boy in Monster Land        | 1988年1月31日 1988年8月 1988年             | セガ・マークIII セガ・マスターシステム                 | セガCS2研     | セガ                  | 2メガビットロムカセット                         | G-1346 7007 MK-7007-50 |                                                                                    |  |
| 2   | Wonder Boy in Monster Land                                                  | 1989年                                     | Amiga Amstrad CPC Atari ST コモドール64 ZX Spectrum    | Images Design | アクティビジョン      | カセットテープ フロッピーディスク               | -                      | 北米ではAmiga、コモドール64版のみ発売                                              |  |
| 3   | ワンダーボーイ モンスターランド                                             | 2004年12月20日                             | iアプリ                                                | セガ          | セガ                  | ダウンロード （ゲームパレード）                 | -                      | アーケード版の移植                                                                 |  |
| 4   | ワンダーボーイ モンスターランド                                             | 2006年9月11日                              | WX310SA、WX310J、 W-ZERO3、W-ZERO3 [es] （ウィルコム） | セガ          | セガ                  | ダウンロード （セガエイジス）                   | -                      | アーケード版の移植                                                                 |  |
| 5   | セガエイジス2500シリーズ Vol.29 モンスターワールド コンプリートコレクション | 2007年3月8日                               | PlayStation 2                                          | エムツー      | セガ                  | CD-ROM                                          | SLPM-62760             | アーケード版、セガ・マークIII版の移植                                              |  |
| 6   | スーパーワンダーボーイ モンスターワールド                                   | 2008年12月24日 2009年1月23日 2009年1月26日 | Wii                                                    | セガCS2研     | セガ                  | ダウンロード （バーチャルコンソール）           | LAKJ LAKE LAKP         | セガ・マークIII版の移植 2019年1月31日 配信・販売終了                               |  |
| 7   | ワンダーボーイ モンスターランド                                             | 2011年6月21日 2012年5月10日                | Wii                                                    | ウエストン    | セガ                  | ダウンロード （バーチャルコンソールアーケード） | -                      | アーケード版の移植 2019年1月31日 配信・販売終了                                    |  |
| 8   | SEGA AGES ONLINE ワンダーボーイ モンスターランド                            | 2012年5月22日 2012年5月23日                | PlayStation 3 (PlayStation Network)                    | エムツー      | セガ                  | ダウンロード （セガエイジスオンライン）         | -                      | アーケード版の移植                                                                 |  |
| 9   | SEGA AGES ワンダーボーイ モンスターランド                                   | 2019年5月30日                              | Nintendo Switch                                        | エムツー      | セガゲームス          | ダウンロード                                    | -                      | アーケード版の移植、新要素追加                                                     |  |
| 10  | ワンダーボーイ モンスターランド                                             | 2020年12月17日                             | アストロシティミニ                                     | 瑞起          | セガトイズ セガ(販売) | プリインストール                                | -                      | アーケード版の移植 本体にあらかじめ収録された36タイトル+おまけ1タイトルのうちの1つ |  |
| 11  | ワンダーボーイ アルティメット コレクション                                  | - 2023年2月17日                            | Nintendo Switch PlayStation 4 PlayStation 5            | ININ Games    | Bliss Brain           | ゲームカード BD-ROM ダウンロード                | -                      | アーケード、マークIII版の移植                                                      |  |

日本でリリースされた、代表的な移植機版の事例を下に記す。
セガ・マークIII版
セガCS2研による移植。ハードウェアスペックに合わせた仕様変更があるものの、おおむねアーケード版に忠実な移植となっている。容量の都合でマップパーツが簡素化され雑魚キャラの種類が減っているが、ラウンド数やボスキャラのカットはなくラウンド7と8の間にオリジナルのステージとボス（ウィザード、メドゥーサ）を追加、BGMが削減されているがFMサウンドユニットに対応しているなどの追加要素がある。
ハードウェア仕様によりステータス表示部分を固定したままの全方向スクロールができないため、左右方向のみスクロール移動で上下移動は画面切り換え方式（落下して移動するエリアはステータス表示を一時的に消してスクロール切り換え、それ以外は瞬時切り換え）になっている。
移植にあたってタイトルに「スーパー」が加えられているのは、前作のコンシューマ移植版がSG-1000用の『ワンダーボーイ』に対してセガ・マークIII用が『スーパーワンダーボーイ』となっていた流れを汲むものである。また商標の関係でタイトルが『モンスターランド』から『モンスターワールド』に変更されているが、後年のアーケード完全移植版ではオリジナルの題名そのままでリリースされている。
本作を第1作として、コンシューマ機版のシリーズ作「モンスターワールドシリーズ」が派生した。
海外版のタイトルは「Wonder Boy in Monster Land」。英訳されたメッセージは「SEGA AGES ワンダーボーイ モンスターランド」に収録されている海外アーケード版と同じテキストが使用されている。酒場で注文できるドリンクがエールとミードに変更されている。ボスの体力が下がっていて倒すのが楽になっている。
PlayStation 2版
『ワンダーボーイ』や『モンスターワールド』関連のタイトルが全16本が収録された復刻版で、本作からはアーケード版とセガ・マークIII版が収録された。移植はエムツーが担当。
Wii（バーチャルコンソール）版
下記2作がダウンロード販売専用ソフトとして随時配信されたが、2019年1月31日をもって両方ともに配信・販売が終了している。
スーパーワンダーボーイ モンスターワールド
ゲーム内容は前述のセガ・マークIII版と同じだが、BGMを設定で「FMサウンドユニット装着時」と「PSG音源のみ（デフォルト）」に切り替えが可能。
ワンダーボーイ モンスターランド
アーケード版を完全移植し、キーコンフィグでは前述した#ゴールド増殖技を1ボタンで簡易再現できる設定も実装された。なお、この移植版より、病院の赤十字の看板が、Hospital を示す「H」の文字に変更されている。
PlayStation 3,Xbox 360版
ダウンロード販売専用ソフト。アーケード版の完全再現の他にも海外版等のバージョン違いも収録され、様々な条件下でスコアやタイムを競う「トライアルモード」や、BGMを自由に聴ける「ジュークボックス」などの新要素も追加された。
PlayStation 3版は『セガ ビンテージコレクション』のシリーズで単品販売され、Xbox 360版はアーケード版の移植と『ワンダーボーイV モンスターワールドIII』と『モンスターワールドIV』の3本を収録したモンスターワールドコレクションとして販売された。
Nintendo Switch版
ダウンロード販売専用ソフトとして、アーケード版の移植がされている。
アーケード版そのままの「アーケードモード」（Wii版バーチャルコンソール同様、ゴールド増殖技をボタン一つで可能にする「レバガチャボタン」を使ってのプレイが可能）と、これに様々な付加要素をミックスさせるというシリーズのコンセプトに基づいたスペシャル版の2通りでプレイ可能。スペシャル版では下記の内容が実装される。
- ゴールド増殖技が使えない「マネーハングリーモード」が新設。
- 様々な試練を（倒さなくても先に進めるボスを真面目に倒すなど）設定したスペシャル面をクリアする事を目的にした「チャレンジモード」が新設（過去の移植作における「トライアルモード」の発展版）。

アストロシティミニ版
セガグループの1社であるセガトイズがリリースした「アストロシティミニ」に収録。「アストロシティミニ」は往年のセガ製汎用アーケードゲーム用筐体「アストロシティ」を外観のモチーフとし、1980年代から1990年代中期のアーケードゲーム36作品（+おまけ1作品）がプリインストールされた「復刻系ゲーム機」である。
基本的にAC版オリジナルを（ほぼ）そのまま収録しているが、本体の機能として「どこでもセーブ」（ステートセーブ）などプレイに便利な機能が幾つか使える。
なお本機には、アーケードゲーム版の前作『ワンダーボーイ』および続編『ワンダーボーイIII モンスター・レアー』も同時収録されている。

## スタッフ
- プログラム：西澤龍一、石塚路志人
- キャラクター・プロデュース：星崎直樹
- 音楽：坂本慎一
- キャラクター・デザイン：鈴子裕美、石塚理恵
- プロデュース：西澤龍一

## 評価
アーケード版
- ゲーム誌『ゲーメスト』の企画「第1回ゲーメスト大賞」（1987年度）においてベストエンディング賞で8位を獲得[31]、さらに「第2回ゲーメスト大賞」（1988年度）において年間ヒットゲームで38位を獲得した[32]。

- ゲーメストムック『ザ・ベストゲーム2』（1998年）では『名作・秀作・天才的タイトル』と認定された「ザ・ベストゲーム」に選定され、ライターのSHOは本作はアイテムの入手によって主人公が成長していくというRPGの要素が取り入れられている事を指摘し、画面表示がコミカルである事から「だれもが遊べるゲームという印象を与えた」と敷居の低さを肯定的に評価した[2]。また本作をアーケードゲーム史上初の本格ロールプレイングゲームであると指摘したうえで、「長く遊べる名作ゲームであった」と称賛した[2]。

- ゲーム本『甦る 20世紀アーケードゲーム大全 Vol.2 アクションゲーム・シューティングゲーム熟成期編』では、RPGというジャンルはアーケードゲームとは合わないという定説を覆し、主人公の成長をアイテムによるシステムとし、謎解き要素なども加えられている点に関して「完成度の高い作品を作り上げている」と称賛した[3]。また、ゴールドを大量に入手できる裏技が浸透したことで、クリアが困難であったプレイヤーが再びプレイするようになり人気が再燃した事に触れ、結果として「長い間ゲームセンターに設置され続ける人気ゲームになった」と総括した[3]。